# Lars Ternström
Lars Johan "Brasse-Lasse" Ternström, född 14 februari 1973, är en svensk före detta fotbollsspelare, mest känd för sina år i Gais. 

## Biografi
Ternström var en egen produkt i Gais, och gjorde sin seriedebut för klubben i Allsvenskan 1992, där han gjorde 6 matcher (inga mål). Gais åkte ur Allsvenskan samma säsong, men Ternström stannade i klubben och blev sedan ordinarie i Gais lag i division I. Under en träningsmatch mot Arsenal FC 1995 neutraliserade han helt storstjärnan David Platt. Efter säsongen 1995 lämnade han Gais och reste till USA för att arbeta som au pair. När han återvände till Sverige spelade han under en tid för Fässbergs IF innan han inför säsongen 1997 kom tillbaka till Gais, som vid det laget hade degraderats till division II. Han var säsongen 1998 med om att spela upp Gais i division I igen, och spelade därefter även säsongen 1999 för klubben.
År 2000 värvades han av norska Fredrikstad FK, som då tränades av Håkan Sandberg. Ternström inledde emellertid säsongen med en inflammation i ljumsken, och när han väl var frisk fick han ont om förtroende av klubben. Han spelade säsongen 2000 bara tio seriematcher (ett mål) för Fredrikstad innan han återvände till Sverige och Ljungskile SK, där han spelade i två säsonger.
Efter den aktiva karriären har Ternström varit tränare och spelarutvecklare i flera lag. Han har bland annat varit assisterande tränare för Gais och tränat Sävedalens IF. Per 2025 är han klubbchef i Qviding FIF.